# Narcissus elegans
 Narcissus elegans  ist eine Pflanzenart aus der Familie der Amaryllisgewächse (Amaryllidaceae). Nach der Einordnung der Narzissenarten durch John W. Blanchard gehört sie zu der Sektion Tazettae.

## Erscheinungsbild
Anders als ihr botanischer Name vermuten lässt, zählt Narcissus elegans keineswegs zu den besonders attraktiven Narzissenarten. Der Namensteil elegans deutet eher auf die verhältnismäßig kleinen Blüten dieser Art hin.
Die ausdauernde krautige Pflanze bildet etwa 20 Zentimeter hohe Blütenstandsschäfte aus, an denen sich jeweils zwischen zwei bis fünf kleine Blüten befinden. Diese haben eine 1 Millimeter hohe und bis zu 3 Millimeter breite Nebenkrone, die anfangs von grüner Farbe ist und sich allmählich in braunorange verfärbt. Sie zählt zu den herbstblühenden Narzissenarten. Mit den gleichfalls herbstblühenden Arten Narcissus serotinus oder Narcissus broussonettii ist sie jedoch nicht verwandt.

## Verbreitungsgebiet
Narcissus elegans zählt zu den Wildarten mit einem sehr großen Verbreitungsgebiet. Es reicht von den Küsten Korsikas, Sardiniens, Italiens bis zu den nordafrikanischen Küsten und umfasst hier ein Gebiet von Marokko bis nach Libyen.